# Eça de Queiroz
Pour les articles homonymes, voir Eça, Queiroz (homonymie) et Queiros.
José Maria de Eça de Queirós ou Queiroz, né le 25 novembre 1845 à Póvoa de Varzim et mort le16 août 1900 à Neuilly-sur-Seine, est un auteur naturaliste et diplomate portugais.

## Biographie
Né à Póvoa de Varzim au Portugal en 1845 d'un père magistrat et d'une mère issue de l'aristocratie du Nord du pays, José Maria de Eça de Queirós est baptisé à Vila do Conde. Il vit jusqu'en 1855 à Verdemilho, dans une zone rurale, près d'Aveiro, avec ses grands-parents. C'est cette même année qu'il entre au collège de Lapa à Porto jusqu'à son entrée à l'université. En 1861, il commence sa première année de droit à l'université de Coimbra. C'est là où il connaîtra Teófilo Braga entre autres intellectuels. Il fondera avec eux lors d'une série de « Conférences du Casino » une nouvelle génération d'écrivains, poètes, chercheurs, historiens, beaucoup plus tournée vers la réalité et la critique sociale.
En 1866, il s'installe à Lisbonne et il commence à se faire connaître dans la Gazette du Portugal où il publie plusieurs textes romanesques. Il part à Évora pour exercer le métier d'avocat en 1867, où il fonde une revue d'opposition, Distrito de Évora. Il retourne cependant rapidement à Lisbonne où il collabore pour la Gazette du Portugal. Entre-temps, il fait un voyage en Égypte et il publie à son retour plusieurs articles sur le sujet du canal de Suez dans le journal portugais Diário de Notícias, auquel il collabore entre 1880 et 1897. En 1872, il est nommé consul à La Havane, aux Antilles espagnoles d'alors. En 1873, il fait un voyage dans le cadre d'une mission diplomatique en Amérique : il s'arrête au Canada, aux États-Unis et en Amérique centrale. O Crime do Padre Amaro est publié dans une revue en 1875.
En 1878, il retourne en Europe où il est nommé consul à Bristol et Newcastle en Angleterre. En 1885, il se rend en France pour rendre visite à Émile Zola et en 1888 il est nommé consul à Paris. La même année le roman Les Maia est publié. Il manifeste contre la condamnation de Dreyfus en 1899. Il meurt à la suite d'une maladie le 16 août 1900 à Neuilly. 
Queirós a beaucoup voyagé, de Lisbonne à Cuba, de Newcastle à Bristol, pour finalement finir ses jours à Paris. Eça de Queirós est enterré au cimetière de Santa Cruz do Douro (pt), un petit village de montagne du Nord du Portugal, qu'il a immortalisé dans son roman 202, Champs-Élysées sous le nom de Tormes. Le 8 janvier 2025, ses restes sont inhumés au Panthéon national à Lisbonne.

## Influences littéraires
Eça de Queirós a introduit le naturalisme dans la littérature portugaise après avoir beaucoup fréquenté Paris. Il semble que ses influences soient surtout françaises. L'écriture est fluide, musicale, avec des descriptions efficaces et sans lourdeur, avec un humour et une certaine tendresse mêlée d'une touche de dérision et d'ironie. Autour de 1880, Eça de Queirós prend ses distances avec le naturalisme. En effet, il rejette alors les « dominantes thématiques, idéologiques et technico-littéraires imposées par le Naturalisme », et s'engage dans une esthétique que certains ont qualifié de « postnaturaliste ».
Queiroz est parfois surnommé le « Zola portugais » ; à vrai dire son œuvre semble plus inspirée par l'esprit et même le style de Flaubert, qu'il admirait beaucoup. Cependant, Zola a décrit son travail comme étant meilleur que celui de Flaubert.
À lire l'un de ses meilleurs romans, la Capitale, on sent nettement cette influence flaubertienne. Roman d'apprentissage qui rappelle un peu le Bel-Ami de Maupassant mais surtout l'ironie douce-amère de l'Éducation sentimentale de Flaubert, le roman évoque la jeunesse estudiantine à Coïmbra, les débuts du personnage principal dans le journalisme, ses engagements et ses errements. Cette époque charnière de la vie d'un jeune homme où tout semble possible, où l'horizon est largement ouvert, juste avant les premières grosses désillusions et les « fruits secs » (titre envisagé dans un premier temps par Flaubert pour l'Éducation sentimentale).
Évidemment, ses séjours en Angleterre, à La Havane, aux États-Unis, sa vision internationale en général, font conjuguer d'autres types d'influences dans son œuvre. Mais il faut surtout voir son génie propre, la pertinence de ses observations, de son regard sur les choses, l'art de brosser une scène, de savoir appliquer une remarque, le plaisir du récit, la distance ironique unique.
Il est aussi influencé par l'écrivain italien Ferdinando Petruccelli della Gattina. Son roman la Relique présente de fortes similitudes avec Les Mémoires de Judas, à un tel point que certains érudits ont accusé l'auteur portugais de plagiat.
Ses écrits journalistiques sont souvent très critiques vis-à-vis de l'impérialisme des grandes puissances, dont l'Angleterre mais aussi vis-à-vis de son propre pays natal, dont la décadence, sur le plan de l'influence internationale, l'inquiète. Son regard sur la France est si aigu qu'il est toujours aussi pertinent un siècle plus tard (« Les Lettres de Paris »).

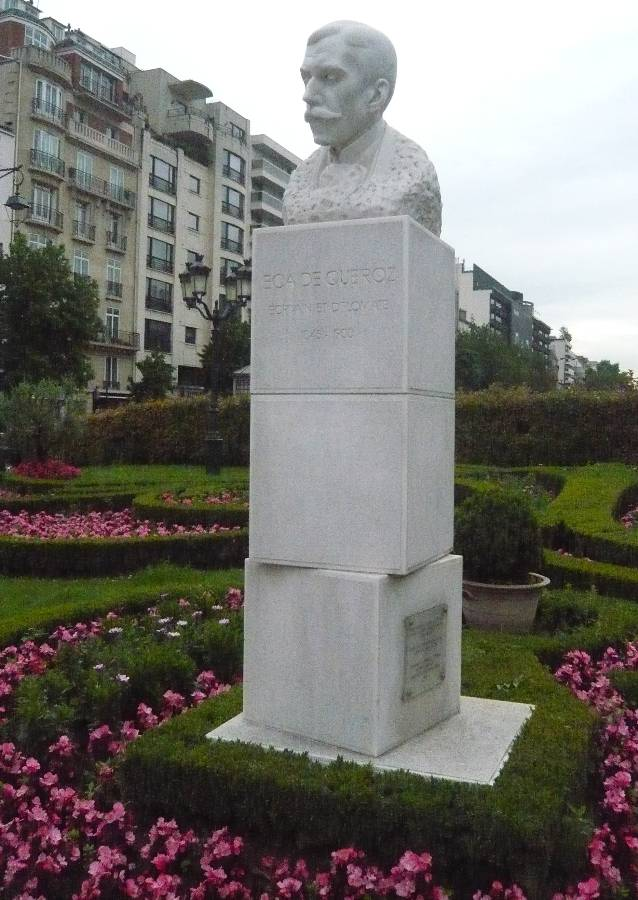
Buste d'Eça de Queiros, avenue Charles-de-Gaulle à Neuilly-sur-Seine

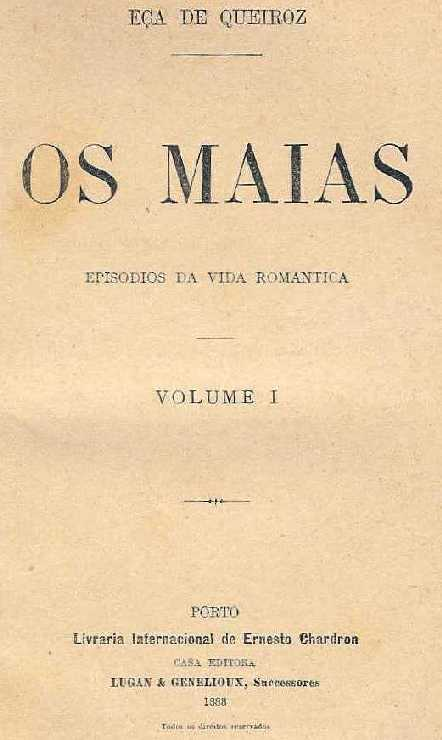
Couverture du premier volume des Maia, 1888

## Œuvres

### Romans
- Le Mystère de la route de Sintra [« O mistério da estrada de Sintra »] (trad. du portugais par Simone Biberfeld, préf. Luís dos Santos Ferro), Paris, Éditions de la Différence, coll. « Minos », 1991 (réimpr. 2011), 320 p. (ISBN 978-2-7291-1927-0, présentation en ligne)
- Le Crime du Padre Amaro [« O crime do Padre Amaro »] (trad. du portugais par Jean Girodon), Paris, Éditions de la Différence, coll. « Minos », 2007 (1re éd. 1985), 640 p. (ISBN 978-2-7291-1684-2, présentation en ligne)
- Le Cousin Bazilio (« O primo Basílio », 1878), roman traduit du portugais et préfacé par Lucette Petit, Paris, Éditions de la Différence, coll. « Littérature étrangère », 2001 ; nouvelle édition, Pris, Chandeigne, 2018.
- Le Mandarin [« O Mandarim »] (trad. Michelle Giudicelli, préf. António Coimbra Martins), Paris, Éditions de la Différence, coll. « Minos », 1991 (éd. port. orig. 1880) (réimpr. 2002) (1re éd. 1985), 160 p. (ISBN 978-2-7291-1414-5, présentation en ligne)Réédition, Paris, Chandeigne, coll. « Bibliothèque lusitane poche », 2018, 120 pages  (ISBN 978-2-36732-173-8).
- La Relique (« A relíquia », 1887), traduit par Georges Readers, Paris, Fernand Sorlot 1941 ; rééd., Paris, Arléa, 1992 ; NEL, 1996.
- Les Maia (« Os Maias », 1888), traduit par Paul Teyssier, Paris, Chandeigne, 5e éd., 2017. Première édition parue en deux volumes sous le titre Une famille portugaise, Paris, Cercle bibliophile de France, 1956.
- L'Illustre Maison de Ramires (A ilustre casa de Ramires, 1900), traduit par Marie-Hélène Piwnik, Paris, La Différence, 1999.
- 202, Champs-Élysées (trad. du portugais par Marie-Hélène Piwnik), Paris, Éditions de la Différence, coll. « Minos », 2014, 352 p. (ISBN 978-2-7291-2069-6, présentation en ligne)réédition, Paris, Gallimard, coll. « Folio » no 3299, 2000  (ISBN 2-07-041338-1).
- La Capitale (A Capital, 1925), traduit par Claude Maffre, Arles/Paris, Actes Sud, 2000.
- Son Excellence Le comte d’Abranhos [« Sua Excelência O Conde de Abranhos »] (trad. du portugais par Parcídio Gonçalves), Paris, Éditions de la Différence, coll. « Minos », 2011 (1re éd. 1879), 224 p. (ISBN 978-2-7291-1928-7, présentation en ligne)Rééd., Paris, Chandeigne, coll. « Bibliothèque lusitane poche », 2023, 224 p.  (ISBN 978-2-36732-203-2)
- Alves & Cie (trad. Natália Vital), Paris, Éditions de la Différence, coll. « Littérature », 2000, 144 p. (ISBN 978-2-7291-1297-4, présentation en ligne)
- La Tragédie de la rue des fleurs (A tragédia da rua das flores), présentation et traduction par Jorge Sedas Nunes et Dominique Bussillet, Paris, Métailié, coll. « Suites », 2000.

### Contes et nouvelles
- Contes et nouvelles [« Contos e novelas »] (trad. du portugais par Marie-Hélène Piwnik), Paris, Éditions de la Différence, coll. « Littérature », 2008, 448 p. (ISBN 978-2-7291-1744-3, présentation en ligne)

### Autres publications
- Lettres de Paris [« Cartas de Paris »] (trad. Pierre Léglise-Costa), Paris, Éditions de la Différence, coll. « Minos », 2006, 256 p. (ISBN 978-2-7291-1650-7, présentation en ligne)
- La Correspondance de Fradique Mendes [« Correspondência de Fradique Mendes »] (trad. du portugais par Marie-Hélène Piwnik), Paris, Éditions de la Différence, coll. « Littérature », 2014, 336 p. (ISBN 978-2-7291-2075-7, présentation en ligne)
- "Lisbonne", (titre original : Lisboa), 1867. Traduction : André Lange-Médart, L'alfarrabiste et la libellule, 2018.
- Carlos Reis, « Mode et transgression : Eça de Queirós et les ''modes parisiennes'' », Études françaises, volume 20, no 2, automne 1984, p. 87–102 (lire en ligne).
- La Vie extravagante de Fradique Mendes, traduit du portugais par Marie-Hélène Piwnik, Paris, éditions Chandeigne, coll. « Bibliothèque lusitane poche », 2021, 314 p.  (ISBN 978-236732-213-1)
- Piques et Banderilles, traduit du portugais par Michelle Giudicelli, Paris, Chandeigne, coll. « Bibliothèque lusitane poche », 2021, 192 p.  (ISBN 978-236732-212-4)